# Макарий Мелисин
Макарий Мелисин (на гръцки: Μακάριος Μελισσηνός) е гръцки писател, историк и духовник, живял през XVI век.

## Биография
Роден е като Макариос Мелисургос (Μακάριος Μελισσουργός) в Морея в богато земевладелско семейство. Макарий става духовник и е митрополит на Монемвасия. В 1571 година, след османското поражение при Лепанто, Макарий Монемвасийски участва в антиосмански заговор и е принуден да избяга от Пелопонес и да се премести в Неапол.
В Неапол Макарий променя името си на Мелисин, като взима името на голямото византийско аристократично семейство Мелисини, и създава няколко произведения. Сред тях е списък на епископите на Монемвасия, история и описание на града и списък на членовете на семейство Мелисин. Той също така си сътрудничи с Андреас Дармариос за създаването на „Хроника Майос“ (1573 – 75), разширена редакция на „Хроника Минус“ на Георги Сфранцес с допълнителен материал от Георги Акрополит, Никифор Григора и други писатели, заради което е наричан и Псевдо-Сфранцес. Обхващайки периода от 1258 до 1477 година, това е важен исторически източник, особено заради разказа му на очевидец за падането на Константинопол през 1453 година, въпреки че остават съмнения относно автентичността на материала му. По-ранни изследвания са смятали, че Мелисин е отговорен и за фалшифицирането на хрисовул, приписван на император Андроник II Палеолог, с намерението да узакони по-големи правомощия за себе си като митрополит. Това мнение е оспорено от Харис Калигас, който преоценява сведенията и датира хрисовула като автентичен към 1314 година.
Макарий Мелисин умира в Неапол в 1585 година.

### Цитирана литература
- Kazhdan, Alexander. The Oxford Dictionary of Byzantium.   Oxford and New York, Oxford University Press, 1991. ISBN 978-0-19-504652-6.